# Marquise Lepage
Pour les articles homonymes, voir Lepage.
Marquise Lepage (née le 6 septembre 1959 à Chénéville au Québec) est une réalisatrice, productrice et scénariste québécoise. Dès son premier long métrage fiction, Marie s'en va-t-en ville, sorti en 1987, elle reçoit une nomination pour la Meilleure réalisation au 9e prix Génie en 1988. Elle fut également un candidate pour le meilleur court métrage dramatique au 14e prix Génie en 1993 pour le court métrage Dans ton pays. Elle a été engagée par l’Office National du Film du Canada (ONF) en tant que cinéaste en 1991. L'un de ses premiers grands projets à l'ONF était Le Jardin oublié: La vie et l'œuvre d'Alice Guy-Blaché, un documentaire sur la pionnière du cinéma féminin, Alice Guy-Blaché.
Sa filmographie inclut les documentaires Un soleil entre deux nuages, Des marelles et des petites filles, Ma vie, c'est le théâtre et Martha qui vient du froid, ainsi que les longs métrages fiction La fête des Rois et Ce qu'il ne faut pas dire, et des épisodes de la série documentaire télévisée Canada: une histoire populaire et de la télésérie jeunesse La courte échelle.
Lepage est connue pour réaliser de films de fiction et des documentaires avec un contenu social. Les injustices de toutes formes l’indignent, particulièrement celles commises contre les enfants et les femmes. Dans une entrevue en 2015, elle se déclare elle-même féministe.
Marquise Lepage a présidé l'Association des réalisateurs et réalisatrices du Québec (ARRQ) pendant quelques années, ainsi que le groupe Réalisatrices Équitables, une organisation militante prônant l'égalité entre les cinéastes féminins et masculins.

## Enfance et éducation
Née en 1959, Marquise Lepage est la septième enfant d'une famille de neuf. Le premier film qu'elle a vu au cinéma était Bambi de Disney. Après l’école secondaire, elle a étudié les sciences sociales au Cégep de Saint-Jérôme. Aucun des membres de sa famille ne travaillait dans l'industrie du cinéma et Lepage avait seulement des connaissances de base du milieu cinématographique quand elle a décidé de poursuivre ses études universitaires en communications à l'Université du Québec à Montréal (UQÀM): «Je ne connaissais rien du milieu, ni personne qui avait un rapport quelconque avec le cinéma… J’y suis entrée avec une grande naïveté. Mais ça m’a servi, car si j’avais vu le portrait d’ensemble et tout ce que ça demande, j’aurais peut-être pris peur.» Elle a ensuite complété une maîtrise en études cinématographiques à l'Université de Montréal,.

## Vie personnelle
Lepage a deux enfants, les jumeaux Alice et Jérémie, nés en 1995. Elle a nommé sa fille en l’honneur d’Alice Guy-Blaché, au sujet de qui elle a réalisé le documentaire Le Jardin oublié en 1995. Marquise a habité le quartier Villeray de Montréal pendant plus de 20 ans. En 2015, afin de financer la post-production de son dernier film, Ce qu'il ne faut pas dire, elle a décidé de vendre la maison où elle a élevé ses enfants.

## Carrière
La carrière de Marquise Lepage a débuté en 1983, lorsqu’elle est devenue associée de la société de production Les Productions du Lundi matin, qui avait le remarquable producteur de films québécois Marcel Simard à sa tête. Simard a offert à Lepage sa première chance, en produisant, avec ses collègues Jean Beaudry et François Bouvier, Marie s'en va-t-en ville, son premier long métrage de fiction. Le film raconte l’histoire d'amour entre Marie, une fugueuse de treize ans, et Sarah, une prostituée dans la quarantaine. Le film a reçu plusieurs critiques positives et des prix dans de nombreux festivals. Lepage continuera à collaborer à plusieurs reprises avec Marcel Simard aux Productions Virage (compagnie que Simard a fondé après la dissolution des Productions du Lundi Matin).
En 1991, elle a été embauchée par l'Office national du film du Canada (ONF), où elle a travaillé jusqu'en 1994. Là, elle a réalisé Dans ton pays, un court métrage sur deux jeunes camarades de classe venant de différents groupes raciaux et qui deviennent amis. Elle a également réalisé son deuxième long métrage, un film intitulé La fête des Rois, mettant en vedette un jeune Marc-André Grondin. Elle produit également, à l’ONF, les films Un soleil entre deux nuages et Le Jardin oublié.
Lepage a été présidente de l'Association des réalisateurs et réalisatrices du Québec (ARRQ) pendant deux ans, de 1990 à 1991.
De 2007 à 2012, elle a été présidente de Réalisatrices Équitables (RÉ), qu'elle a co-fondé avec l'aide d'autres cinéastes québécoises. « Réalisatrices Équitables est un organisme à but non lucratif fondé en 2007. Ses membres sont des réalisatrices professionnelles du Québec. »
Marquise Lepage fonde Les Productions du Cerf-Volant en 2008. Après la production de plusieurs projets web et de films télévisés, elle a écrit, réalisé et produit Ce qu’il ne faut pas dire, un mélange de comédie romantique et de drame. Le film raconte l'histoire d'un jeune cinéaste dans la trentaine (jouée par Annick Fontaine) qui a un lourd secret qui complique sa vie amoureuse déjà instable. Le film a été produit de façon indépendante, sans l'aide des institutions de financement canadiennes et québécoises. Une partie des fonds ont été amassés par le biais d'une campagne de sociofinancement sur Indiegogo. L'objectif initial était de 15 000 $, mais a atteint 16 780 $ en deux mois. Le film est sorti dans deux salles le 29 mai 2015; une à Montréal et une autre dans la ville de Québec. Il est resté à l’affiche pendant trois semaines et a été classé au 18e rang parmi 32 autres films québécois en termes d'entrées en 2015.
Marquise travaille en 2018 sur un nouveau film de fiction, intitulé Apapacho, une caresse pour l'âme. Apapacho un mot espagnol signifiant "câlin". Le projet est une co-production entre le Canada et le Mexique et le tournage a lieu au Québec et dans un petit village mexicain. Lepage reçoit du financement des institutions dans les deux pays et elle planche ensuite sur le scénario. Le film raconte l'histoire de deux sœurs qui se rendent au Mexique ensemble après la mort inattendue de leur autre sœur. L'actrice vedette mexicaine Sofía Espinosa tient un rôle et trois actrices québécoises sont choisies pour les rôles principaux.

## Style cinématographique et philosophie de travail
Marquise Lepage a écrit, réalisé, et produit des documentaires et des films de fiction de divers formats (longs métrages fictions, documentaires, films télévisés, etc.): « Quand on lui demande pourquoi elle fait les deux (fiction et documentaire), elle répond en boutade qu’elle ne sait pas encore  ce qu’elle fera quand elle sera grande. »

Interrogé sur sa préférence entre la scénarisation et la réalisation, Lepage répond:
« Ces métiers sont complémentaires, mais j'aime beaucoup la scénarisation parce que c'est un travail de moine, qui s'effectue en solitaire. D'un aspect tout autre, la réalisation ressemble à un gros party rempli de monde. Et le tournage ne s'effectue pas toujours dans les conditions idéales. On n'a pas toujours le temps de penser. »
Marquise Lepage aime travailler avec les acteurs et les actrices de ses films et admire la façon dont ils s'abandonnent devant la caméra. Elle croit aussi qu’un film est la somme du travail de groupe et elle reconnaît les efforts et la contribution de son équipe autant que de ses acteurs. Lepage dit qu'elle aime retravailler avec les mêmes collaborateurs sur ses différents projets: «D’une fois à l’autre, on apprend à se connaître, à se comprendre et même, souvent, à s’aimer! C’est très spécial ce qui se passe sur un plateau de tournage! »
Une question perpétuellement explorée dans les œuvres de Lepage, que ce soit en documentaire ou en fiction, est l'enfance et les injustices qui touchent les enfants. Elle a reçu le Golden Sheaf Award pour le Meilleur documentaire social pour Des marelles et des petites filles en 2000, un film qui raconte l'histoire de jeunes filles à travers le monde qui souffrent de la pauvreté, du travail forcé ou d'abus sexuels.
Lepage est préoccupée par la discrimination faite contre les femmes, mais aussi par la sous-représentation des femmes dans l'industrie du film: « L'imaginaire et la créativité des femmes ne sont pas assez exploités à l'écran. Là, il me semble qu'il y a une lacune à combler ». Ces préoccupations étaient à la base de son documentaire Le Jardin oublié, à propos de la cinéaste française Alice Guy-Blaché, qui a vécu 1873-1968 et réalisé plus de 700 films, mais a tout de même été oubliée par l'histoire. Le film a remporté le prix du Meilleur documentaire d’auteur aux Prix Gémeaux en 1996.
La préoccupation de Marquise Lepage avec les injustices sociales se reflète aussi dans son documentaire de 2009, intitulé Martha qui vient du froid. Le film raconte l'histoire de Martha Flaherty, petite-fille du documentariste Robert Flaherty, qui, avec sa famille et des dizaines d'autres Inuits, ont été " déportés par le gouvernement canadien et laissés à eux-mêmes dans le Grand Nord» dans les années 1950, dans le cadre de la délocalisation du Haut-Arctique. Il a fallu plus de deux ans à  Marquise pour convaincre Martha de raconter son histoire et il a fallu plus de six années de production avant que le film sorte en salles. Le film a été bien accueilli par la critique et a été nommé pour le meilleur scénario aux Prix Gémeaux.

Dans Martha qui vient du froid, comme dans beaucoup de ses autres films, Lepage utilise des conventions propres autant à la fiction qu’au documentaire:
«Je pense qu’un film ne doit pas souffrir du fait que certains pans de l’histoire sont mal servis du point de vue iconographique. La grande force de la fiction est de nous permettre d’entrer plus directement en contact avec l’Émotion. Que l’on soit en fiction ou en documentaire, il est important de s’attacher aux personnages fictifs ou réels. Si les gens sortent du film et qu’ils n’ont pas été touchés, on a raté notre coup! »
En 2013, pour faire suite à Martha qui vient du froid, Lepage a produit la série Web documentaire et le site Web éducatif Iqqaumavara. Le site présente 12 courts métrages et de l’information sur la délocalisation des Inuits dans le Haut-Arctique. Il est disponible en français, en anglais et en inuktitut.
Dans une entrevue en 1987, Marquise Lepage a expliqué que son travail a été influencé, entre autres, par les films québécois Les bons débarras, Sonatine, et Ça peut pas être l'hiver, on n'a même pas eu d'été. 

## Filmographie[12]
En tant que réalisatrice:
- 1987 : Marie s'en va-t-en ville (fiction)
- 1988 : Un Soleil entre deux nuages (documentaire)
- 1992:  Mon Amérique à moi (documentaire)
- 1993 : Dans ton pays... (court métrage fiction)
- 1994 : La Fête des rois (fiction)
- 1995 : Le Jardin oublié: La vie et l'œuvre d'Alice Guy-Blaché (documentaire)
- 1997: La courte échelle (série télé)
- 1999 : Des Marelles et des petites filles (documentaire)
- 2003: Le Canada: une histoire populaire (série télé documentaire)
- 2004: Ma vie c'est le théâtre (documetnaire)
- 2004: Des billes, des ballons, des garçons (documentaire)
- 2005: Les délateurs (série télé)
- 2005: Le Rouge et le Noir au service du Blanc (docudrame)
- 2006: Jacques Parizeau, l’homme derrière le complet (documentaire télé)
- 2006: Par tous les seins (documentaire télé)
- 2008: Vive les fêtes (documentaire télé)
- 2009 : Martha qui vient du froid, documentaire (documentaire)
- 2011: Les mots et les gestes qui  soignent (site Internet)
- 2013: Iqqaumavara (site Internet)
- 2015: Ce qu'il ne faut pas dire (fiction)
- 2019 : Apapacho, une caresse pour l'âme (fiction)

## Distinctions
- Nomination au prix Genie Awards en 1988 pour Marie s'en va-t-en ville.
- Pour Un soleil entre deux nuages:
  - Prix gémeaux pour le meilleur montage;
  - Prix œcuménique au festival de Nyon en Suisse;
  - Grand prix des bibliothèques de France, au Festival du Réel de Paris.
- Nomination au prix Genie Awards en 1993 pour Dans ton pays
- Pour Le Jardin oublié:
  - Gémeaux 96: meilleur documentaire d’auteur;
  - “Bronze apple” au National Educational Media Competition, Oakland, Californie;
  - Mention au festival de Columbus en Ohio;
  - Sélectionné dans une douzaine d’autres festivals à travers le monde;
- Artiste pour la paix 1999
- Pour Des marelles et des petites filles:
  - 3 prix gémeaux: Meilleur documentaire, Meilleure recherche, Meilleur montage, octobre 2000
  - Golden sheaf award, meilleur documentaire social, Yorkton, 2000
  - Grand prix du jury, Communications et Société, Montréal mai 2000
  - Plaque de Bronze, Annual Columbus International Festival 2000
  - Prix de la Jeunesse aux Rencontre Nord-Sud de Genève, avril 2000
  - Prix de l’État du Valais, Rencontre Nord-Sud de Genève, avril 2000
  - Mention spéciale, festival de Turin, mars 2000
  - Festival de Bologne : Premier prix du public , février 2001
- Femme de mérite en Art et Culture de la Fondation du Y, 2009
- Pour Des billes, des ballons, des garçons:
  - Nommé pour le prix Beyond borders 2009.